# Eucalyptus sieberi
Eucalyptus sieberi är en myrtenväxtart som beskrevs av Lawrence Alexander Sidney Johnson. Eucalyptus sieberi ingår i släktet Eucalyptus och familjen myrtenväxter. Inga underarter finns listade i Catalogue of Life.

## Bildgalleri

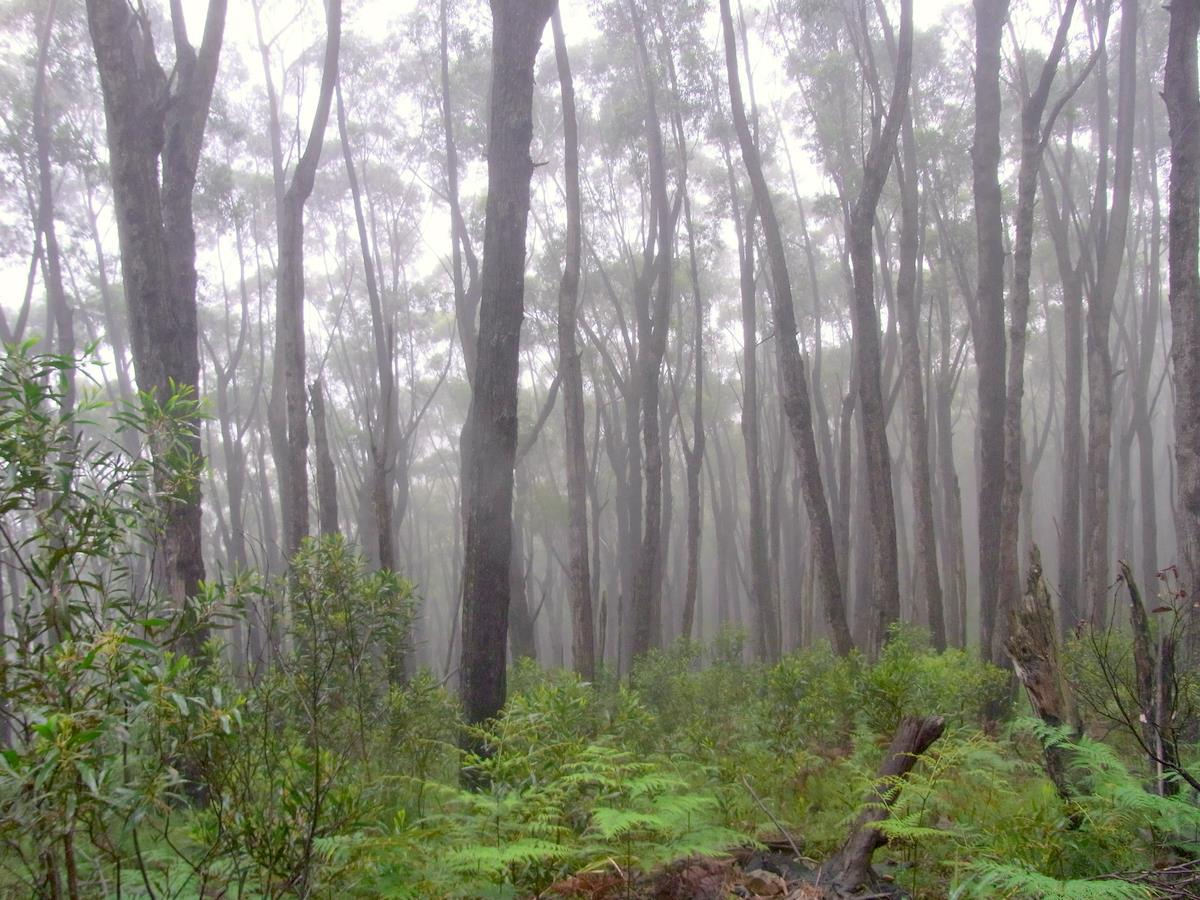